# NGC 4555
NGC 4555 ist eine elliptische Galaxie im Sternbild Haar der Berenike am Nordsternhimmel, die schätzungsweise 298 Millionen Lichtjahre entfernt ist. Sie ist von ähnlichen Objekten äußerst isoliert. Beobachtungen durch das Chandra-Teleskop haben gezeigt, dass die Galaxie von einem Halo aus heißen Gasen umgeben ist. Dort herrschen Temperaturen von zirka 10 Millionen Kelvin.
Für eine elliptische Galaxie weist NGC 4555 große Vorkommen an dunkler Materie auf. Diese verhindert offensichtlich das Entweichen der Gase aus dem Bereich. Die gesichtete Masse der Galaxie reicht allein nicht aus, um die Gase zusammenzuhalten. Schätzungen zufolge hat der Halo aus dunkler Materie die zehnfache Masse aller Sterne der Galaxie. Bemerkenswert ist die Isolation von NGC 4555. Die meisten elliptischen Galaxien sind Teil von Galaxienhaufen. Die vorhandene dunkle Materie ist ein Beweis dafür, dass sich einzelne elliptische Galaxien mit dunkler Materie vereinigen.
Das Objekt wurde am 6. April 1785 vom deutsch-britischen Astronomen William Herschel mit Hilfe seines 18,7-Zoll-Spiegelteleskops entdeckt. Es wurde im Jahr 1903 auch vom deutschen Astronomen Max Wolf beobachtet, ohne zu bemerken, dass es sich um NGC 4555 handelte, was zum Eintrag IC 3545 im Index-Katalog führte.